# Клайн, Кит
Кэтрин Дороти Клайн-Аутленд также известная как Кит Клайн, (в замужестве Аутленд) (англ. Catherine Dorothy "Kit" Klein-Outland; род. 28 марта 1910 года, Буффало, США — ум. 13 апреля 1985 года в Холмс-Бич США) — американская конькобежка, чемпионка мира и бронзовый призёр чемпионатов мира в абсолютном зачёте, олимпийская чемпионка и бронзовый призёр 1932 года в показательных выступлениях, рекордсменка мира на дистанциях 1000 и 3000 метров. 4-кратная чемпионка США (1933 - 1935), 2-кратная чемпионка Северной Америки (1933, 1934).

## Биография
Кит Клайн родилась в семье немца и француженки, и была младшей из шести детей Адама Клайна. После нескольких лет, проведённых в начальной школе, она поступила в школу № 62, где у ребят, увлекающихся спортом, было больше возможностей. В 8-м классе установила мировой рекорд для девочек-учениц начальной школы по прыжкам в длину, прыгнув на 7 футов 2 дюйма. Она стала капитаном женской баскетбольной команды и команды по софтболу в старшей школе, где также играла в теннис. В выпускном классе занялась конькобежным спортом в клубе "Buffalo Speedskating" и будучи молодой конькобежкой каждое утро ездила на велосипеде, чтобы несколько часов потренироваться на арене Форт-Эри. Затем возвращалась на велосипеде в Буффало и шла на работу, где она работала в компании "M. Wile", занимавшейся производством одежды, и стенографисткой в компании "Buffalo Central Food Markets Inc".
Кит выиграла своё первое соревнование на старых хоккейных коньках в конце 20-х годов, а в 1930 году выиграла чемпионат Буффало. Она стала настолько известной в Западном Нью-Йорке, что в феврале 1931 года более 12000 болельщиков пришли посмотреть, как она защищает свои титулы чемпионки города в беге на 440 и 660 ярдов. В 1932 году на чемпионате США, после забегов на 500, 1000 и 1500 метров она разделила первое место с Хелен Биной из Чикаго, а в забеге на 1000 метров, чтобы определить чемпионку, Клайн и Бина упали и проскользили через финишную черту. Кит была дисквалифицирована за то, что помешала Бине, но всё-равно попала в национальную сборную. В 1932 году на зимних Олимпийских играх в Лейк-Плэсиде женский конькобежный спорт был демонстрационным и Кит выиграла там золотую медаль в забеге на 1500 метров, а также стала бронзовым призёром на дистанции 500 метров.
В 1933 году Клайн получила травму, сломала бедро во время соревнований "Chicago Daily News" в помещении, но благодаря своей физической подготовке вернулась в 1934 году и сразу стала чемпионкой США в закрытых и открытых помещениях. На неофициальном чемпионате мира в Осло в 1935 году она выиграла золото в беге на 1000 метров и бронзу в общем зачёте, при этом установила три национальных рекорда на всех дистанциях. В 1936 году на первом женском официальном чемпионате мира в Стокгольме Кит в труднейшей борьбе с финской спортсменкой Верне Леше завоевала золотую медаль и установила национальные рекорды на дистанциях 3000 и 5000 метров. Затем она посетила зимние Олимпийские игры в Гармиш-Партенкирхене, на которых женщины не участвовали. В том же году 25-летняя спортсменка завершила карьеру. За все годы участия в соревнованиях у Кляйн никогда не было тренера. Кит Клайн также стала третьей женщиной, которая стала чемпионкой по боксу в весовой категории до 60 кг.

## Личная жизнь
Кит Клайн в 1933 году, в Рипли, тайно вышла замуж за боксёра Джорджа Николса, который в 1933 году стал чемпионом мира в полутяжёлом весе. Клайн и Николс вместе боксировали на ринге в шутку. В конце 1936 года вышла замуж за хирурга-ортопеда доктора Томаса Аутленда и поселилась в Пенсильвании, в Гаррисберге, но сначала ей пришлось расторгнуть тайный брак с профессиональным боксёром. Пара продолжала заниматься различными видами спорта в загородном клубе Харрисберга. Кит выигрывала клубные титулы в теннисе и боулинге, и загородный клуб Гаррисберга назвал трофеи в её честь. В клубе она была известна своим ярким автомобилем, одеждой и характером. Она также работала фотожурналистом в нескольких газетах центральной Пенсильвании.
Она активно занимаясь спортом, спонсировала и обучала многих фигуристов, а также выступала в передвижном ледовом шоу фигуристов "Ice Follies". Кит занималась благотворительностью в начальных и средних школах, детских больницах и домах престарелых, жертвовала призы для соревнований среди девочек в Буффало. Всегда поощряла молодых людей заниматься катанием на коньках и принимала участие во многих благотворительных мероприятиях, посвящённых Олимпийским играм. После выхода мужа на пенсию в 1967 году они переехали в Холмс-Бич, где Кэтрин Клайн-Аутленд умерла в 1985 году в возрасте 75 лет. До последнего года своей жизни Кит несколько раз в неделю играла в гольф, плавала и, будучи членом вспомогательной службы береговой охраны, обучала тысячи молодых людей безопасному управлению лодками. В 1988 году Союз любителей конькобежного спорта получил по завещанию доктора Тома Аутленда 12000 долларов в память о его жене Кит Клайн Аутленд для создания фонда Зала славы конькобежцев.

## Награды
- 16 мая 1964 года - включена в Национальный зал славы конькобежного спорта.[9]
- 1993 год - включена в Международный Зал славы женского спорта
- 1993 год - включена в Зал спортивной славы Буффало